# Transport Workers Union
Le Transport Workers Union of America (TWU), est un syndicat des États-Unis, affilié à l'AFL-CIO et à la Fédération internationale des ouvriers du transport.
Il a été fondé en 1934 par les salariés des transports urbains de New York, lassés des abus de leurs directions (bas salaires, management brutal, mauvaises conditions de travail…) dans le contexte de chômage massif de la crise de 1929.

## Histoire
Le TWU était dirigé par Michael J. Quill, chef charismatique d'origine irlandaise. Ses talents de meneur et d'orateur, sa capacité à utiliser efficacement les médias, contribuèrent de manière déterminante à la structuration et au développement du syndicat. Parmi les autres figures notables de l'organisation, il faut citer Douglas McMahon.
La première grève significative menée par le tout récent syndicat eut lieu en 1935. De précédents tentatives de grèves en 1905, 1910, 1916 et 1919 avaient été écrasées par le recours par les compagnies à des « briseurs de grève », personnes embauchées pour l'occasion qui intimidèrent et attaquèrent violemment les employés grévistes. Le 9 juillet 1935, la Squeegee Strike (grève des nettoyeurs ; le squeegee désigne une raclette) illustra la puissance du syndicat. La direction de la Jerome Avenue avait essayé d'intensifier le travail des équipes de nettoyage en les forçant à utiliser une raclette de 14 pouces au lieu du modèle de 10 pouces. Après le renvoi de six salariés pour insubordination, deux jours de manifestation à l'appel du TWU contraignirent la direction à réintégrer les Six.
Un autre incident grave survint un mois plus tard quand Quill et certains de se compagnons furent agressés à Grand Central Station. Étrangement, cet incident conduisit à l'arrestation de Quill et de quatre autres dirigeants syndicaux : Herbert C. Holmstrom, Thomas H. O'Shea, Patrick McHugh et Serafino Machado. Ils furent rapidement blanchis de toute responsabilité par la Justice. Néanmoins, l'incident fut repris par les médias et vint gonfler et faire connaître la liste des pratiques douteuses de l'employeur.
Le 3 janvier 1937, près de 600 salariés menèrent une grève de trois jours contre le renvoi de trois ingénieurs qui s'étaient syndiqués, qui aboutit à leur réintégration. Ce succès exemplaire incita des milliers de salariés à venir grossir les troupes du TWU et fit de lui une organisation incontestablement représentative, qui parvint à améliorer les conditions de travail dans le secteur.
Pour en savoir plus : grève des transports à New York en 1980 (en anglais)

## Événements de la fin 2005
Le 16 décembre 2005, à la suite de l'échec des négociations avec l'Autorité des Transports de New York (MTA) sur la volonté de la direction de reculer l'âge de départ à la retraite, le TWU annonça qu'il allait mener des grèves sur deux lignes de bus privées et menaça de l'étendre à d'autres lignes de bus et ferroviaires. L'ultimatum expira le 20 décembre à 12h01 avec le rejet par le TWU de la dernière proposition patronale formulée la veille à 23 heures. Le président de la 100e section Roger Toussaint annonça le début de la grève totale. La grève fut déclarée illégale par la direction internationale du TWU, en contradiction avec la loi Taylor. Le syndicat fut donc condamné à verser un million de dollar par jour de grève et les salariés à perdre deux jours de salaire par journée non travaillée,.
La grève a duré trois jours du 21 au 23 décembre. La direction accepta de ne pas reculer l'âge de la retraite de 55 à 62 ans, d'augmenter les salaires de 10,5 % sur trois ans et de poursuivre les négociations sur d'autres points.

## Expansion
Les salariés des transports de Long Island, New York, d'Akron (Ohio), Columbus (Ohio), à Omaha (Nebraska), Hackensack (New Jersey) ont rejoint le TWU en 1941.
Après sept années passées à se renforcer, ceux de Philadelphie (Pennsylvanie) franchirent également le pas en 1944; Houston (Texas) suivit en 1947, puis San Francisco (Californie) en 1950. Plus tard Ann Arbor (Michigan) et Miami (Floride) plus tard.
L'expansion se fit également par l'extension à de nouvelles activités comme les chemins de fer, le transport aérien, les services publics et les employés de services des universités.
En 1941, le TWU enregistra l'adhésion du syndicat la compagnie de distribution du gaz de Brooklyn, suivie deux ans après de celle des salariés de l'université Columbia.
En 1945, les salariés de la Panam rejoignirent le TWU après trois ans d'une négociation réussie d'une convention collective. Ceux d'American Airlines les imitèrent en 1946.
En 1954, les membres du United Railroad Workers Organizing Committee, créé en 1943 par l'ancienne CIO, vota son adhésion au TWU. Aujourd'hui le TWU représente les salariés des compagnies ferroviaires que sont Conrail, Amtrak, SEPTA, Metro North, et Port Authority Trans-Hudson (PATH).

## Liste des présidents du TWU
- Michael J. Quill, 1934-1966
- Matthew Guinan, 1966-1979
- William G. Lindner, 1979-1985
- John E. Lawe, 1985-1989
- George E. Leitz, 1989-1993
- Sonny Hall, 1993-2004
- Michael O'Brien, 2004 -